# Видміни (гміна)
Гмі́на Видмі́ни (пол. Gmina Wydminy) — сільська гміна у північній Польщі. Належить до Гіжицького повіту Вармінсько-Мазурського воєводства.
Станом на 31 грудня 2011 у гміні проживало 6597 осіб.

## Територія
Згідно з даними за 2007 рік площа гміни становила 233.46 км², у тому числі:
- орні землі: 61.00%
- ліси: 20.00%

Таким чином, площа гміни становить 20.87% площі повіту.

## Населення
Станом на 31 грудня 2011:
| Опис     | Загалом | Загалом | Чоловіки | Чоловіки | Жінки | Жінки |
| -------- | ------- | ------- | -------- | -------- | ----- | ----- |
| одиниця  | осіб    | %       | осіб     | %        | осіб  | %     |
| все      | 6597    | 100     | 3333     | 50.52    | 3264  | 49.48 |
| міське   | 0       | 100     | 0        |          | 0     |       |
| сільське | 6597    | 100     | 3333     | 50.52    | 3264  | 49.48 |

## Сусідні гміни
Гміна Видміни межує з такими гмінами: Гіжицько, Круклянкі, Мілкі, Ожиш, Свентайно, Старі Юхи.